# パパは王様
『パパは王様』（Papa's Delicate Condition）は、1963年に公開されたジャッキー・グリーソン、グリニス・ジョンズ出演のアメリカ合衆国のコメディ映画である。映画はコリンヌ・グリフィスの同名の回想録を翻案して製作された。

## キャスト
| 役名                   | 俳優                   | 日本語吹替                                    |
| 役名                   | 俳優                   | フジテレビ版                                  |
| ---------------------- | ---------------------- | --------------------------------------------- |
| ジャック・グリフィス   | ジャッキー・グリーソン | 島宇志夫                                      |
| アンブリン・グリフィス | グリニス・ジョンズ     | 瀬能礼子                                      |
| コリンヌ・グリフィス   | リンダ・ブリュール     | 桂玲子                                        |
| ギオ市長               | チャーリー・ラグルス   | 千葉順二                                      |
| オーガスタ             | ローレル・グッドウィン | 高島由美子                                    |
| スパロー               | ネッド・グラス         | 八奈見乗児                                    |
| エリー                 | ファニタ・ムーア       | 畠山洋子                                      |
| ウォルター             | ケン・レナード         | 三田松五郎                                    |
| 不明 その他            | N/A                    | 城山堅 石井敏郎 野本礼三 国坂伸               |
| 日本語版スタッフ       |                        |                                               |
| 演出                   |                        |                                               |
| 翻訳                   |                        |                                               |
| 効果                   |                        |                                               |
| 調整                   |                        |                                               |
| 制作                   | 制作                   | 東北新社                                      |
| 解説                   | 解説                   | N/A                                           |
| 初回放送               | 初回放送               | 1973年4月8日 『サンデー洋画劇場』 12:00-13:40 |